# Dominique Jolin
Pour les articles homonymes, voir Jolin.
 (janvier 2024).
 (avril 2025).
La mise en forme du texte ne suit pas les recommandations de Wikipédia : il faut le « wikifier ».
Les points d'amélioration suivants sont les cas les plus fréquents :
- Les titres sont pré-formatés par le logiciel. Ils ne sont ni en capitales, ni en gras.
- Le texte ne doit pas être écrit en capitales (les noms de famille non plus), ni en gras, ni en italique, ni en « petit »…
- Le gras n'est utilisé que pour surligner le titre de l'article dans l'introduction, une seule fois.
- L'italique est rarement utilisé : mots en langue étrangère, titres d'œuvres, noms de bateaux, etc.
- Les citations ne sont pas en italique mais en corps de texte normal. Elles sont entourées par des guillemets français : « et ».
- Les listes à puces sont à éviter, des paragraphes rédigés étant largement préférés. Les tableaux sont à réserver à la présentation de données structurées (résultats, etc.).
- Les appels de note de bas de page (petits chiffres en exposant, introduits par l'outil «  Source ») sont à placer entre la fin de phrase et le point final[comme ça].
- Les liens internes (vers d'autres articles de Wikipédia) sont à choisir avec parcimonie. Créez des liens vers des articles approfondissant le sujet. Les termes génériques sans rapport avec le sujet sont à éviter, ainsi que les répétitions de liens vers un même terme.
- Les liens externes sont à placer uniquement dans une section « Liens externes », à la fin de l'article. Ces liens sont à choisir avec parcimonie suivant les règles définies. Si un lien sert de source à l'article, son insertion dans le texte est à faire par les notes de bas de page.
- La présentation des références doit suivre les conventions bibliographiques. Il est recommandé d'utiliser les modèles {{Ouvrage}}, {{Chapitre}}, {{Article}}, {{Lien web}} et/ou {{Bibliographie}}. Le mode d'édition visuel peut mettre en forme automatiquement les références.
- Insérer une infobox (cadre d'informations à droite) n'est pas obligatoire pour parachever la mise en page.

Pour une aide détaillée, merci de consulter Aide:Wikification.
Si vous pensez que ces points ont été résolus, vous pouvez retirer ce bandeau et améliorer la mise en forme d'un autre article.
Dominique Jolin est une écrivaine, illustratrice, scénariste et productrice de contenu, née le 24 octobre 1964 à Chibougamau, au Québec. Elle est la créatrice des personnages Toupie et Binou.

## Biographie
Dominique Jolin, nait le 24 octobre 1964 à Chibougamau, au Québec.
Après des études universitaires en littérature de jeunesse, création littéraire et scénarisation, elle publie un premier album pour enfants, C’est pas juste!, en 1992, pour lequel elle remporte le prix M. Christie,.
Elle poursuit sa carrière d'écrivaine et d'illustratrice avec la publication d'une centaine d’albums, dans diverses langues, telles que le français, l'anglais, l'espagnol, le catalan ou le coréen.
Elle remportera à nouveau de nombreux prix et distinctions,,,,.
En 1996, elle crée les personnages de Toupie et Binou.
En 2005, Dominique Jolin propose ses personnages à la société de production Spectra animation. Puis, en collaboration avec Raymond Lebrun, auteur et réalisateur, elle adapte sa série littéraire Toupie et Binou sous forme de série télévisée d’animation.
Elle créée, en 2013, avec Raymond Lebrun, deux nouvelles séries animées pour enfants : YaYa et Zouk et Idées de Génie.
De 2016 à 2023, Dominique Jolin et Raymond Lebrun écrivent et réalisent un long métrage d’animation Toupie et Binou, le film, sorti en salle en août 2023,.

## Publications littérature jeunesse

### Albums choisis
- Au cinéma avec papa, Raton Laveur, 1991.
- Nom de nom ! (texte de Pierrette Dubé), Raton Laveur, 1992.
- C’est pas juste !, Raton Laveur, 1992[1],[2].
- Qu'est-ce que vous faites là ?, Raton Laveur, 1993.
- Mario le pingouin (texte de Michel St-Denis), Héritage, 1994.
- Un prof extra (texte de Dorothée Roy), Raton Laveur, 1994.
- Pas de bébé pour Babette, Les 400 coups, 1995.
- Cruelle Cruellina (texte de Carole Tremblay), Les 400 coups, 1995.
- Marie-Baba et les quarante rameurs (texte de Carole Tremblay), Dominique et cie, 1998.
- Attends une minute !, Les 400 coups, 1999.
- Destructotor (texte de Carole Tremblay), Dominique et cie, 2000.
- Chut fais dodo, La Bagnole, 2016.

### Toupie et Binou
- Toupie a peur, Dominique et cie, 1996.
- Toupie dit bonne nuit, Dominique et cie, 1996.
- Le bobo de Toupie, Dominique et cie, 1996.
- Toupie se fâche, Dominique et cie, 1996.
- Toupie joue à cache-cache, Dominique et cie, 1997.
- Un ami pour Toupie, Dominique et cie, 1997.
- La promenade de Toupie, Dominique et cie, 1998.
- Toupie raconte une histoire, Dominique et cie, 1998.
- Toupie se déguise, Dominique et cie, 1999.
- Toupie veut jouer, Dominique et cie, 1999.
- Toupie fait la sieste, Dominique et cie, 2000.
- Le shampoing de Toupie, Dominique et cie, 2000.
- Joyeux noël, Toupie, Dominique et cie, 2000.
- Toupie aime Toupie, Dominique et cie, 2000.
- Le petit Toupie rouge, Dominique et cie, 2001.
- Super Toupie, Dominique et cie, 2001.
- Robinson Toupie, Dominique et cie, 2002.
- L'Halloween de Toupie, Dominique et cie, 2002.
- Abracadabre, Toupie, Dominique et cie, 2003.
- Toupie et le sommeil perdu, Dominique et cie, 2003.

### Roméo et Juliette
- Roméo le rat romantique (texte de Carole Tremblay), Dominique et cie, 1997.
- Juliette la rate romantique (texte de Carole Tremblay), Dominique et cie, 2003.

### Bambou
- Bambou à l'école des singes (texte de Lucie Papineau), Dominique et cie, 1999.
- Bambou à la plage (texte de Lucie Papineau), Dominique et cie, 2000.
- Bambou à l'école des bambous (texte de Lucie Papineau), Dominique et cie, 2001.

### Binou
- Coucou, Binou !, Dominique et cie, 2001.
- Comment ça va, Binou ?, Dominique et cie, 2001.
- Binou en couleurs, Dominique et cie, 2001.
- Binou et les sons, Dominique et cie, 2001.
- Binou joue, Dominique et cie, 2002.
- Brave Binou, Dominique et cie, 2002.
- Beau dodo, Binou, Dominique et cie, 2002.
- Le ballon de Binou, Dominique et cie, 2002.
- À l’eau, Binou !, Dominique et cie, 2002.
- Ça flotte, Binou ?, Dominique et cie, 2002.
- Binou-la-bulle, Dominique et cie, 2004.
- Le bébé de Binou, Dominique et cie, 2004.

### YaYa et Zouk
- Si j'étais toute seule, La Bagnole, 2013.
- Si j'étais Super YaYa, La Bagnole, 2013.
- Si j'étais en colère, La Bagnole, 2013.
- Si j'étais un bébé, La Bagnole, 2013.

## Séries télé
- Toupie et Binou, saison I - 104 X 5 minutes (Co-scénariste avec Raymond Lebrun)
- Toupie et Binou, saison II - 6 X 22 minutes, 78 X 2 minutes (Co-scénariste avec Raymond Lebrun)
- YaYa et Zouk, saison I - 78 X 5 minutes (Co-scénariste avec Raymond Lebrun)
- Idée de Génie - Conception (Co-scénariste avec Raymond Lebrun)

## Long métrage
- Toupie et Binou le film - 80 minutes (Co-scénariste et co-réalisation avec Raymond Lebrun)

## Prix et distinctions
- 1992- Prix du livre M. Christie pour l’album C’est pas juste![1]
- 1993- Prix livromagie (livre préféré des enfants) pour Au cinéma avec Papa[5]
- 1995- Prix livromagie (livre préféré des enfants) pour Qu’est-ce que vous faites-là?[5]
- 1996- Prix livromagie (livre préféré des enfants) pour Un prof extra[5],[6]
- 1997- Prix livromagie (livre préféré des enfants) pour Cruelle Cruellina[5],[6]
- 1997- Finaliste au prix M. Christie pour Roméo le rat romantique
- 1998- Finaliste au prix M. Christie pour Marie-Baba et les quarante rameurs
- 2000- Sceau d’argent du prix M. Christie pour Destructotor
- 2002- Prix d’illustration GVL (Prix Illustration jeunesse du Salon du livre de Trois-Rivières) pour Le Petit Toupie Rouge[4]
- 2006- Prix Boomerang pour le site web de Toupie et Binou
- 2007- Prix d’excellence pour Toupie et Binou catégorie: Nouveaux médias canadiens[13]
- 2007- Finaliste aux Gemini Awards pour Toupie et Binou, catégorie: Série animée préscolaire
- 2016- Nomination aux prix Gémeaux pour Toupie et Binou, catégorie: Meilleure série télévisée
- 2019- Nomination aux prix Gémeaux pour YaYa et Zouk, catégorie: Meilleure émission ou série animée
- 1988 - 1re prix du Concours littéraire Lurelu pour Mon frère est un voleur de rêves[14].